# آریوارا نو ناریهیرا
آریوارا نو ناریهیرا (به ژاپنی: 在原 業平 Ariwara no Narihira)؛‏ ۸۲۵ – ۹ ژوئیه ۸۸۰) شاعر، و نویسنده اهل ژاپن بود.